# 忠州市
忠州市（：／ Chungju si */?）是韩国忠清北道的一个城市。面积153.45 km2 (59.2 sq mi)，人口209,322 (2010)。忠清道的「忠」字即來自於本市。该地以出产苹果而知名。
忠州市是统一新罗五小京中的中原京:279，位于统一新罗国土的中央地区。新罗元圣王时期在忠州所建的忠州塔坪里七层石塔，亦称中央塔，是现存最高的新罗石塔，为韩国国宝第6号。忠州南汉江边大门山一带被称为弹琴台。据说这里是新罗真兴王时期归顺新罗的伽倻国乐圣于勒大师演奏伽倻琴的地方。这里亦是壬辰倭乱时期申砬将军在弹琴台之战与日寇背水一战的战场。弹琴台建有忠州文化院、露天音乐厅、忠魂塔、弹琴厅、弹琴台纪碑，乐圣于勒大师追悼碑、申砬将军殉节碑等。最新的考古发现表明弹琴台土城为百济所建:284。
忠州市每年举行联合国教科文组织协办的以“世界武术和文化的相遇”为主题的世界武术节，弘扬韩国传统武术跆跟，并且每年举办世界跆跟大赛及全国跆跟大赛。忠州亦是联合国教科文组织下属非物质文化遗产政府间委员会顾问机构世界武术联盟（WoMAU）的总部所在地，建有世界武术公园以及园内的世界武术博物馆。2013年，忠州市举办了2013年世界赛艇锦标赛。

## 行政区划
行政上分为1邑12面12洞。
- 주덕읍（周德邑）
- 살미면（乷味面）
- 수안보면（水安堡面）
- 대소원면（大召院面）
- 신니면（新尼面）
- 노은면（老隱面）
- 앙성면（仰城面）
- 중앙탑면（中央塔面）
- 금가면（金加面）
- 동량면（東良面）
- 산척면（山尺面）
- 엄정면（嚴政面）
- 소태면（蘇台面）
- 성내충인동（城內忠仁洞）
- 교현안림동（校峴安林洞）
- 교현2동（校峴2洞）
- 용산동（龍山洞）
- 지현동（之峴洞）
- 문화동（文化洞）
- 호암직동（虎岩直洞）
- 달천동（達川洞）
- 봉방동（鳳方洞）
- 칠금금릉동（漆琴金陵洞）
- 연수동（連守洞）
- 목행용탄동（牧杏龍灘洞）

## 象征
- 市花：菊花
- 市鸟：鸳鸯
- 市树：苹果树

## 国际交流
姐妹城市
- 日本神奈川县汤河原町
- 中華民國（臺灣）台中市

友好城市
- 日本东京都武藏野市
- 美国内华达州拉斯维加斯
- 中国黑龙江省大庆市
- 中国河南省焦作市